# Doug Ross
Dr. Douglas "Doug" Ross är en fiktiv karaktär i TV-serien Cityakuten, spelad av George Clooney mellan 1994 och 2000.
Doug Ross är en mycket bra barnläkare som när serien börja är en riktig kvinnokarl som byter kvinnor ofta. Efter några mer sporadiska förhållanden blir Doug och sjuksköterskan Carol Hathaway tillsammans.
Doug slutar senare på sjukhuset istället för att bli sparkad efter att han hjälp till att låta en svårt sjuk pojke dö och flyttar till Seattle utan Carol. Carol upptäcker senare att hon är gravid med tvillingar och Doug är fadern. Carol föder barnen men upptäcker att hon saknar Doug för mycket och flyttar till honom i Seattle.